# کارکردهای اجرایی
کارکردهای اجرایی (به انگلیسی: executive functions) مجموعه‌ای از فرایندهای شناختی است که از بدو تولد در کودک وجود دارد و با رشد کودک این نیرو نیز رشد می‌کند و در سن ۱۲ سالگی کارکردهای اجرایی کودک عملکردی همچون بزرگسالان دارد. کارکردها اجرایی شامل فرایندهای شناختی مختلفی است که در کلیه افراد در هر سن و جنس به فراخور سن، قدرت کارکردها، سلامت کارکردها در زندگی تأثیرگذار است. در واقع کارکردهای اجرایی شامل فرایندهای شناختی چون؛ حل مسئله، توجه، استدلال، سازماندهی، برنامه‌ریزی، حافظه، کنترل بازدارنده، کنترل تکانه، حفظ آمایه، تغییر آمایه و بازداری پاسخ را بر عهده دارد؛ در نتیجه نقص و اختلال در این زمینه دچار اختلال در عملکردهای روزانه می‌گردد.

## تعریف کارکردهای اجرایی
به‌طور کلی در میان صاحب نظران تعریفی یکسان و قابل قبول همگان در مورد کارکردهای اجرایی وجود ندارد. در تعریف‌های ارائه شده برخی از جنبه‌های خاص این کارکردها مورد توجه قرار گرفته‌است.
ملترز(۲۰۰۷) کارکردهای اجرایی را به عنوان چتری برای فرایندهای شناختی پیچیده که رفتار هدفمند ایجاد می‌کند، دانست که شامل هدفگذاری، برنامه‌ریزی، سازماندهی رفتار در طول زمان، انعطاف‌پذیری، توجه، حافظه فعال، فرایندهای خودنظم دهی می‌باشد
مجموعه ای از فرایندهای شناختی هستند که برای کنترل شناختی رفتار ضروری هستند: انتخاب و کنترل موفقیت‌آمیز رفتارهایی که دستیابی به اهداف انتخاب شده را تسهیل می‌کنند. عملکردهای اجرایی شامل فرایندهای شناختی اساسی مانند کنترل توجه، مهار شناختی، کنترل مهاری، حافظه فعال و انعطاف‌پذیری شناختی است. کارکردهای اجرایی با مرتبه بالاتر نیاز به استفاده همزمان از چندین کاردکرد اجرایی اساسی دارد و شامل برنامه‌ریزی و هوش سیال (به عنوان مثال، استدلال و حل مسئله) است.

## بررسی تحولی کارکردهای اجرایی
متکالف و میشل (۱۹۹۹) در بررسی تحولی کارکردهای اجرایی که انجام دادند به این نتیجه رسیدند که ظهور این کارکردها مربوط به دوران اولیه رشد، احتمالاً پایان سال اول زندگی می‌باشد. تغییرات مهمی که در کارکردهای اجرایی صورت می‌گیرد بین سال‌های ۲ تا ۵ سالگی می‌باشد و سپس همزمان این کارکردها با رشد کودک، رشد می‌کند و در حدود ۱۲ سالگی عملکرد کودک شبیه عملکرد بزرگسالان می‌شود. از طرفی می‌توان شکست کودک را در انجام کارکردهای اجرایی بر اساس پیچیدگی و دشواری تکالیف مشخص کرد و نیز می‌توان بین تحول جنبه‌های عاطفی نسبتاً داغ و از سوی دیگر جنبه‌های خاص تر شناختی خنک به نوعی تفاوت قائل شد.

## نواحی عصب روانشناختی درگیر
مطالعات زیادی در خصوص نواحی مغزی مرتبط با کارکردهای اجرایی یا به بیان بهتر کارکردهای عالی شناختی انجام شده و نواحی متعددی بررسی و شناسایی شده‌اند. در این میان دو لوب پیشانی، قشر پیش‌پیشانی، و لوب آهیانه‌ای بیشترین تأثیر را دارند. همچنین ناحیهٔ قشر خلفی‌جانبی پیش‌پیشانی در لوب پیشانی و نواحی مرتبط با توجه خصوصاً در لوب راست لوب آهیانه‌ای بیشترین نقش را دارند.

## وظایف کارکردهای اجرایی
فرایندهایی چون تمرکز، توجه، برنامه‌ریزی، کنترل افکار ورفتار، سازماندهی استدلال و حافظه که خاستگاه مغز است از جمله کارکردهای شناختی هستند که انسان به واسطه این فرایندها می‌تواند فعالیت‌های هوشمندانه داشته باشد. گاتری در پژوهشی که در سال ۲۰۰۹ انجام دادند وظایف زیر را به شرح ذیل مطرح کرد:
- کنترل و هماهنگی رفتار
- برنامه‌ریزی اهداف
- نظارت بر رفتار خود
- بازداری پاسخ نابجا
- انعطاف پذیری و جهت‌گیری رفتار آینده
- انجام امور به‌طور موفقیت‌آمیز در زندگی روزمره[۱]

کارکردهای اجرایی این وظایف را به کمک یک سری کارکردها و نیروهای مهم از جمله حافظه فعال، انعطاف‌پذیری، بازداری پاسخ، استدلال، برنامه‌ریزی و توجه انجام می‌دهد.

### حافظه فعال
حافظه فعال در واقع یکی از اصلی ترین و ابتدایی ترین ارکان حافظه جهت انجام فعالیت های شناختی است . از زبان آموزی و درک زبان گرفته تا گفتگو ، محاسبات ریاضی ، استدلال و حل مساله.
حافظه فعال هرچه عملکرد بهتری داشته باشد انسان می تواند در انجام محاسبات ذهنی ، تصویر سازی های ذهنی به خصوص در حل مسئله، درک صحبت های گفته شده ، به خاطر سپاری و به یاد آوری آن ها سریع تر باشد . در واقع حافظه فعال قوی یکی از شاخص ها در توانایی شناختی است.

### انعطاف‌پذیری
داوسون و گوایر(۲۰۰۴)انعطاف‌پذیری را توانایی بازنگری در برنامه در هنگام برخورد با موانع، اطلاعات یا خطاهای جدید بیان کردند. داوسون انعطاف‌پذیری را سازگاری با تغییر شرایط تعریف می‌کند.

### بازداری پاسخ
لوفتیز (۲۰۰۹) بازداری پاسخ کارکردهای اجرایی را، شاخصی برای «چگونه» و «چه وقت» انجام دادن عملکردهای رفتاری عادی توصیف گر و از دیدگاه گارنر (۲۰۰۹)بازداری به افراد برای برنامه‌ریزی اهداف، خود گردانی، بازداری پاسخ نامناسب، انعطاف‌پذیری و رفتار آینده مدار، کمک می‌کند.

### استدلال
برک استدلال را نوعی راهبرد مسئله گشایی در مرحله عملیات سوری که طی آن کودک با یک نظریه کلی شامل همه عوامل احتمالی آغاز می‌کند، توصیف کرد که می‌تواند بر نتیجه یک مسئله، تأثیر بگذارد و فرضیه خاصی را به بار آورد که آن را به‌طور منظم آزمایش کند

### برنامه‌ریزی
داوسون و گوایر (۲۰۰۴) برنامه‌ریزی را توانایی تدوین نقشه راه برای رسیدن به هدف یا تکمیل تکلیف بیان می‌کند همچنین برنامه‌ریزی در بردارنده توانایی تصمیم‌گیری در مورد تعیین اولویت می‌باشد.

### توجه
آنچه در حافظه فعال وارد می‌شود جهت ورود به حافظه بلند مدت باید مورد توجه قرار گیرد تا مواد درسی بهتر آموخته شود. میزان و چگونگی توجه از عوامل مؤثر یادگیری است. به طوری که نقص در توجه، فرصت پردازش، ذخیره و فراخوانی اطلاعات از شخص گرفته می‌شود